# San Luigi dei Francesi
San Luigi dei Francesi (französisch Saint-Louis-des-Français; lateinisch Sancti Ludovici Francorum de Urbe) ist eine Kirche in Rom. Die zwischen 1518 und 1589 errichtete, nahe der Piazza Navona gelegene Kirche ist die französische Nationalkirche und ist dem hl. König Ludwig IX. von Frankreich geweiht.
Als Titelkirche haben sie stets die Kardinäle inne, die auch Erzbischöfe von Paris sind.

## Ausstattung
Die Kirche beherbergt zahlreiche Kunstschätze, doch die größte Attraktion ist die Contarelli-Kapelle mit drei Gemälden von Caravaggio. Die Bilder zeigen die Berufung des Hl. Matthäus, das Martyrium des Hl. Matthäus sowie die Niederschrift des Evangeliums mit dem Engel. Die zwischen 1599 und 1602 entstandenen Gemälde waren Caravaggios erster Großauftrag, den er durch seinen frühen Förderer Kardinal Francesco Maria del Monte erhielt. Sie zeichnen sich durch den großen Realismus sowie die für Caravaggio typische Helldunkelmalerei aus.
Das Innere der Kirche wurde zwischen 1749 und 1756 von Antoine Dérizet im Stil des Spätbarock umgestaltet; das Deckenfresko Apotheose des Saint Louis malte Charles-Joseph Natoire 1754 bis 1756.
Die Orgel über dem Hauptportal wurde 1879 von Joseph Merklin gebaut; sie umfasst 35 Register auf 4 Werken.
1836 wurde posthum ein marmornes Gedenkmonument zu Ehren des berühmten Malers Claude Lorrain (ca. 1604/5–1682) errichtet, der einen Großteil seines Lebens in Rom verbrachte, aber in der Santissima Trinità dei Monti begraben wurde: die Grabstele zeigt eine lebensgroße Muse mit einem Lorbeerkranz, die das imaginäre Porträt des Malers umarmt.

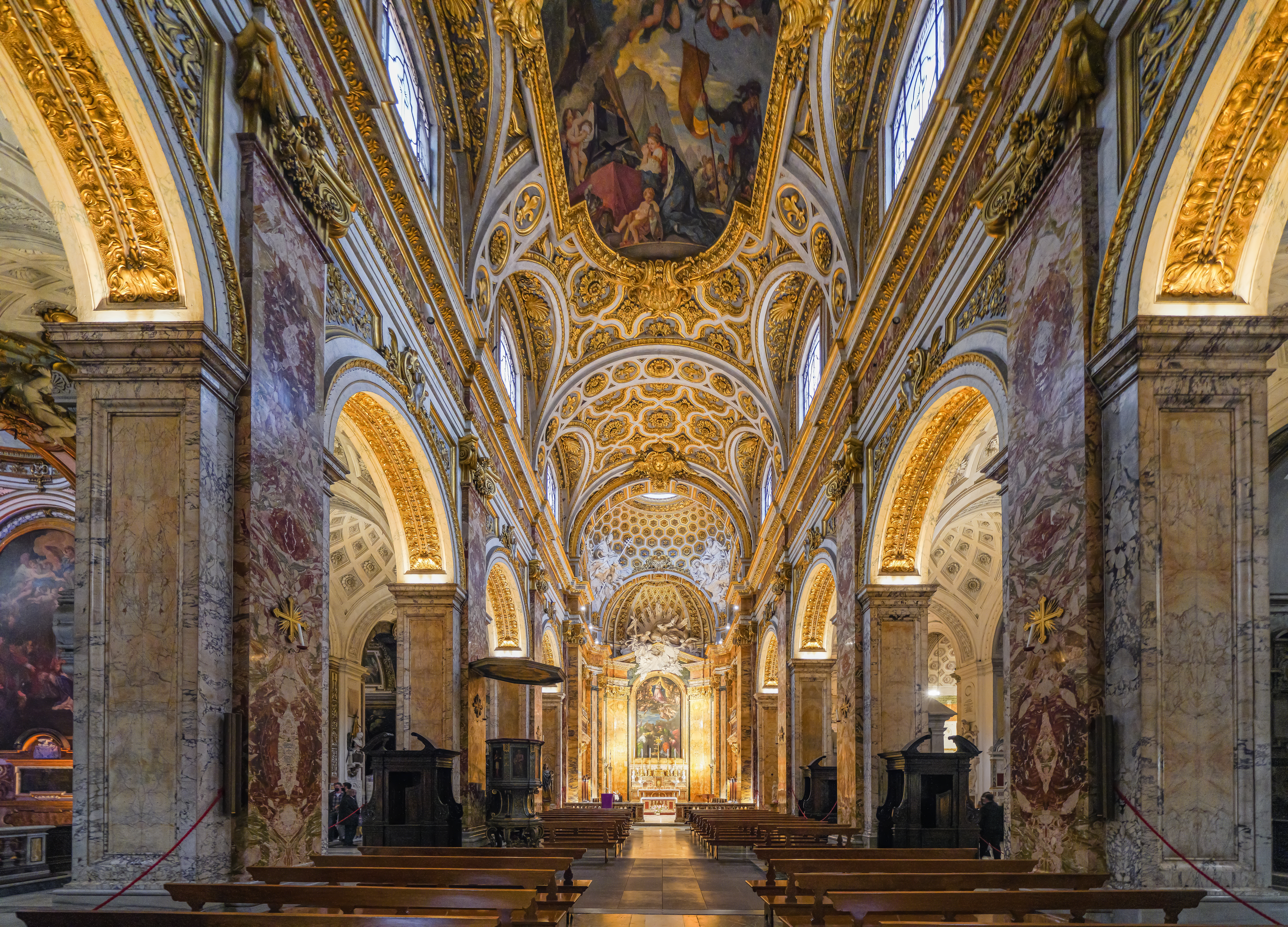
Gesamtaufnahme des Hauptschiffs mit dem Deckenfresko
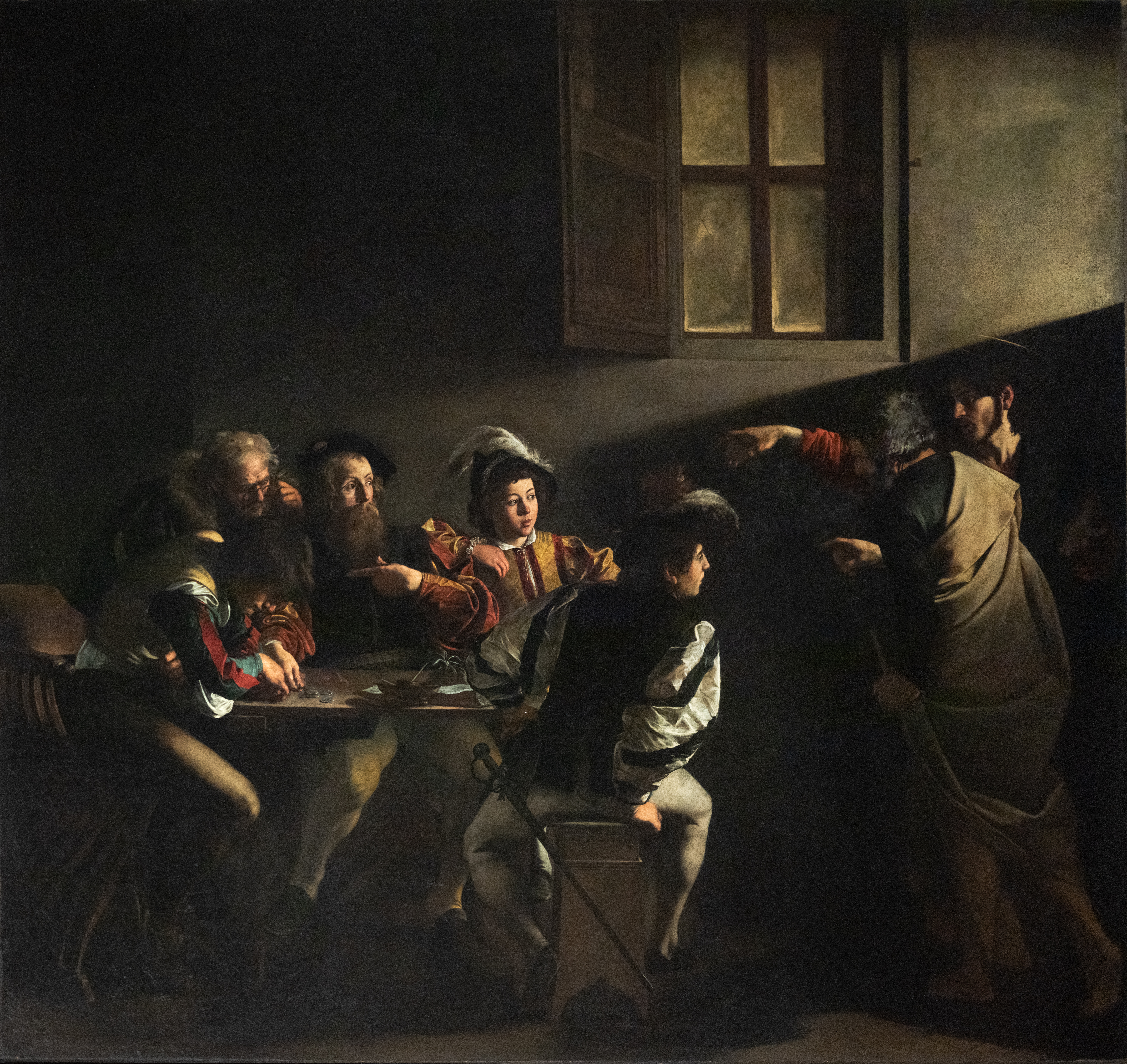
Caravaggio: Berufung des Evangelisten Matthäus
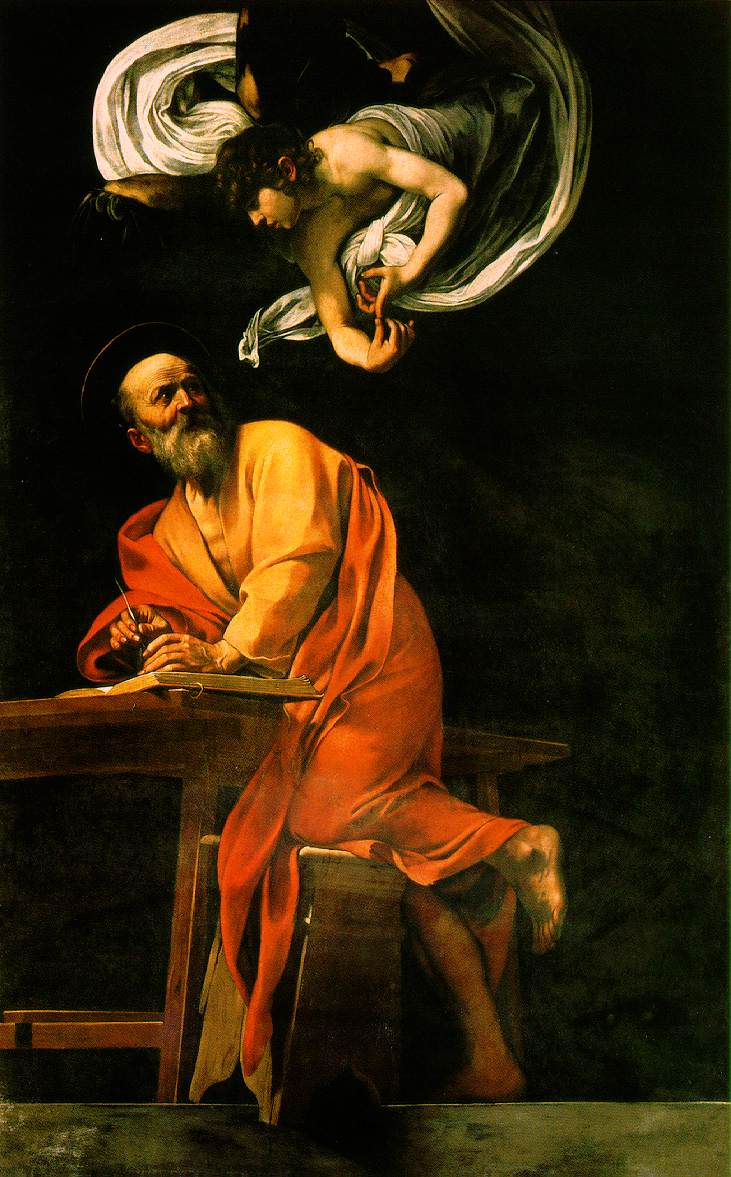
Caravaggio: Matthäus und der Engel
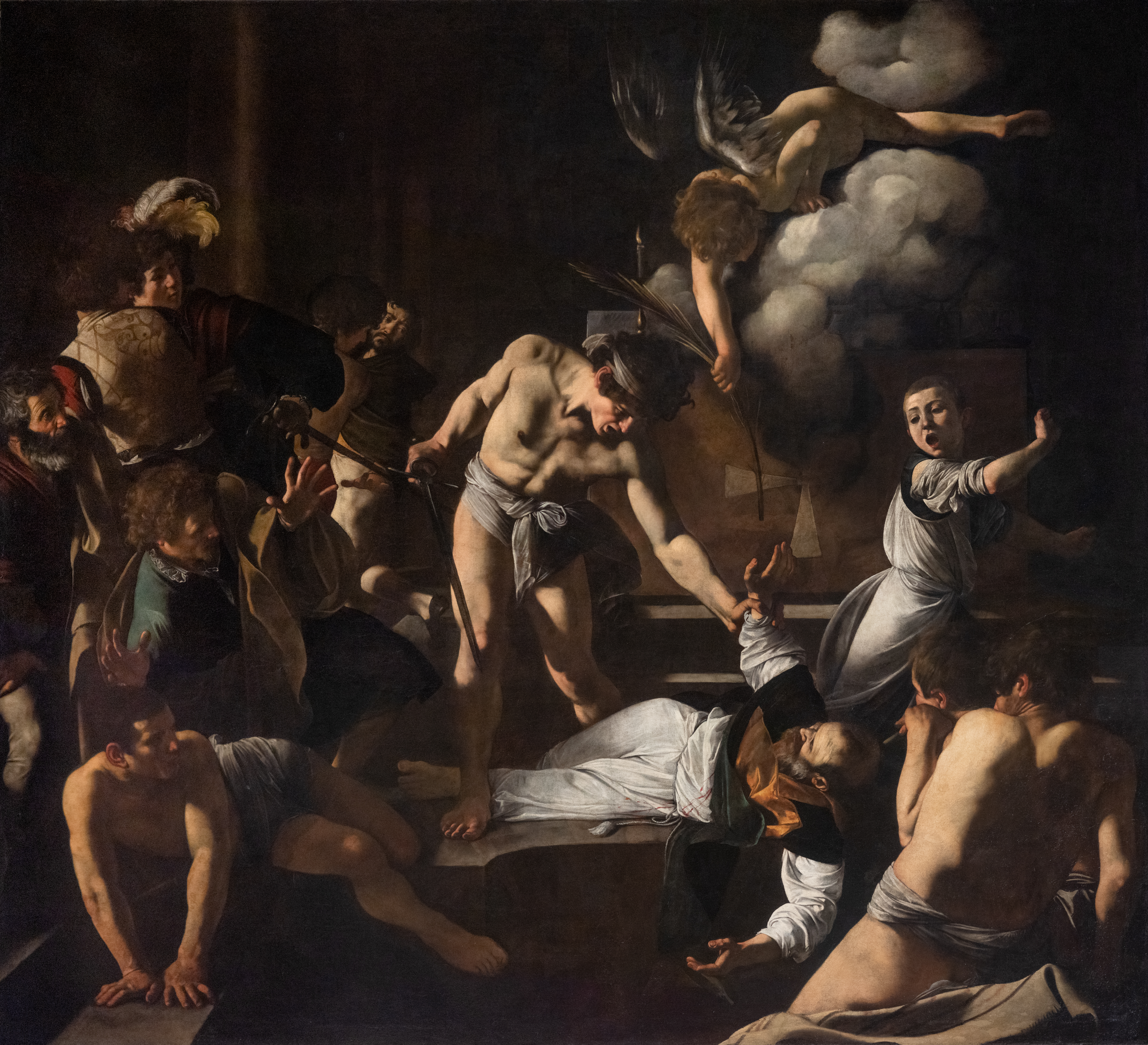
Caravaggio: Martyrium des Evangelisten Matthäus
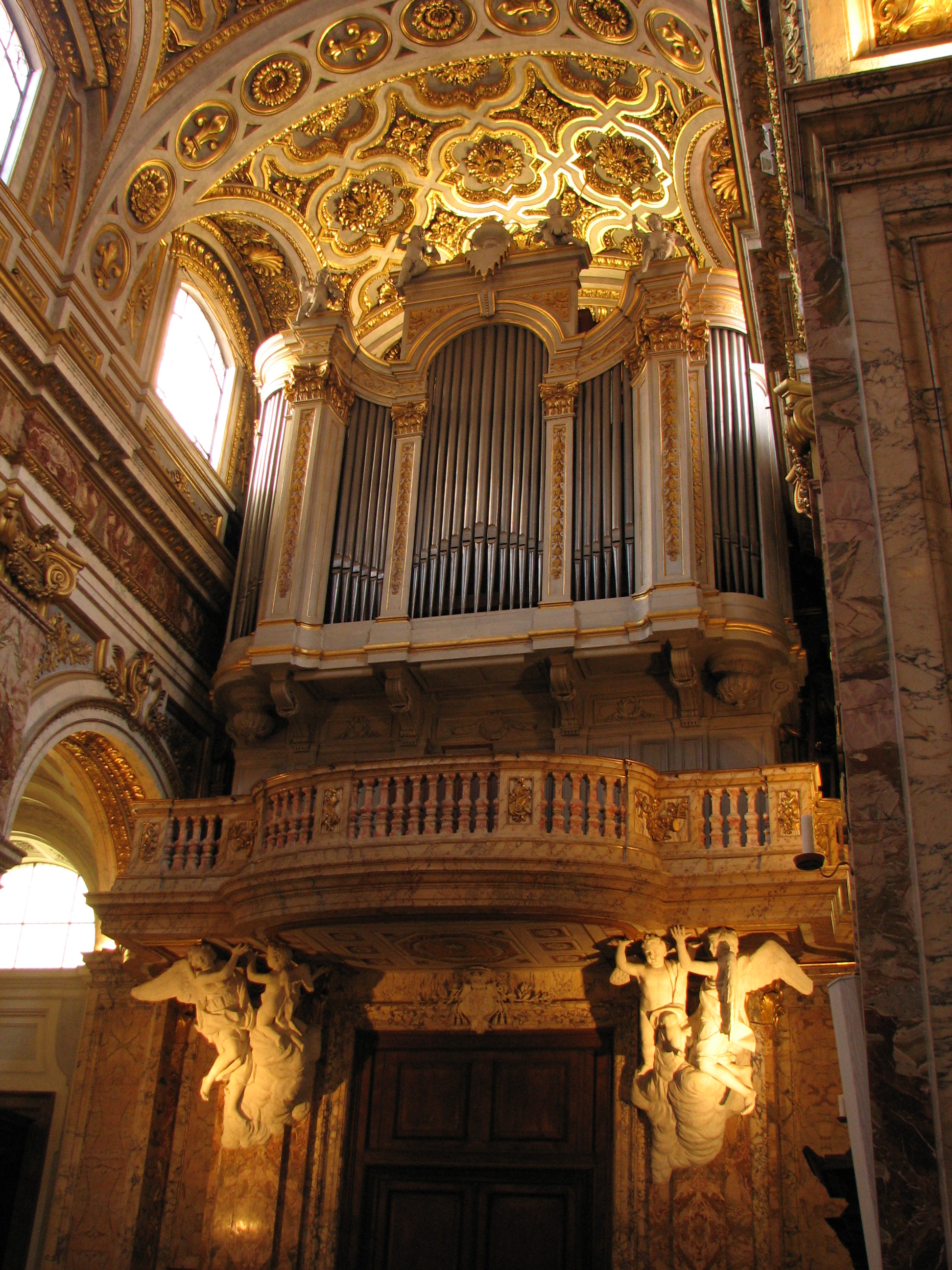
Orgel über dem Hauptportal

## Kardinalpriester
- Pierre Veuillot, 1967–1968.
- François Marty, 1969–1994.
- Jean-Marie Lustiger, 1994–2007.
- André Vingt-Trois, 2007–2025.
- vakant, seit 2025.

## Kapellmeister
- Alessandro Melani, 1672 bis 1698